# Trick Shot
Trick Shot es un videojuego publicado en 1982 por la empresa Imagic para la consola Atari 2600. Es el primer y único juego de billar para la consola de Atari.